# Mamisoa Razafindrakoto
Mamisoa Razafindrakoto (Antananarivo, 13 de agosto de 1974) é um ex-futebolista malgaxe que jogava como zagueiro.

## Carreira
Razafindrakoto jogou por 15 anos, com destaque para AS Jirama (onde iniciou a carreira, em 1994, e permaneceria até 1999) e USCA Foot, pelo qual jogou 4 temporadas. Defenderia também Olympique de l'Emyrne e Japan Actuel's, clube onde pendurou as chuteiras em 2009.
Em sua carreira de jogador, tornou-se conhecido por ser um dos responsáveis ao pedir que seus companheiros do Olympique de l'Emyrne, indignados com decisões dos árbitros que prejudicavam o clube, marcassem 149 gols contra na partida contra o Adema, num resultado que ganhou destaque na mídia internacional. Além do zagueiro, o técnico do Olympique, Ratsimandresy Ratsarazaka, o capitão Manitranirina Andrianiaina, o atacante Nicolas Rakotoarimanana e o goleiro Dominique Rakotonandrasana foram punidos, e a equipe foi penalizada com a exclusão de torneios por 10 anos.

## Seleção Malgaxe
Entre 1998 e 2011, Razafindrakoto atuou em 75 jogos pela Seleção Malgaxe, sendo o atleta que mais disputou jogos pelos Barea na história.